# اندیس آنومالی طرنگ۱
آنومالی طرنگ۱ یک اندیس فلزی است که در حوالی شهر بزار استان کرمان قرار دارد و مادهٔ معدنی موجود در آن، طلا است.